# Phongsavanh Sisoulath
Phongsavanh Sisoulath ist seit 2019 Botschafter der Demokratischen Volksrepublik Laos in London, Großbritannien.

## Zur Person
Phongsavanh Sisoulath ist verheiratet und hat zwei Kinder. Die Anstellung als Botschafter in London seit Februar 2020 ist der erste diplomatische Aufenthalt Sisoulaths im Vereinigten Königreich. Zuvor war er bereits in anderen P5-Ländern tätig gewesen.
Sisoloulath hat einen Master in International Relations von der MGIMO University sowie in Globalisation and Economic Development aus Antwerpen, Belgien. Seit 1991 arbeitet er im Ministerium für auswärtige Angelegenheiten Vientiane, Laos.
Einen besonderen Fokus hatte seine Arbeit für Geschäfte der ASEAN (Association of Southeast Asian Nations) im Außenministerium. Nach Eigenaussage hofft Phongsavanh Sisoulath darauf, dass das Vereinigte Königreich nach dem Brexit zu einem Schlüsselpartner für die ASEAN werden könnte. Als Botschafter fokussiert er sich stark auf den Bildungsaustausch zwischen den beiden Ländern, denn „Großbritannien hat den Ländern unserer Region sehr viel zu bieten“. Außerdem sollen die wirtschaftlichen Beziehungen zwischen ASEAN und Großbritannien mit dem Brexit noch weiter ausgebaut werden.
Prinzessin Beatrice of York bezeichnete er als eine „große Freundin von Laos“. Sie besuchte 2015 Luang Prabang und startete eine Spendenaktion für ein Krankenhaus in der Region.